# 陈平 (1960年)
陈平（1960年5月—），广东阳江人，中华人民共和国政治人物，原中国共产党阳春市委员会书记、中国人民政治协商会议阳江市委员会副主席，2021年8月落马。

## 生平
1960年5月，陈平出生在广东省阳江市。1985年2月，陈平加入中国共产党。
1992年1月，陈平出任中国共产党阳江市委员会农村部副部长、市农委副主任。1994年4月，陈平出任阳江市人民政府副秘书长。1999年6月，陈平出任中国共产党江城区委员会副书记。2004年5月，陈平出任阳江市人口和计划生育局党组书记、局长。2012年2月，陈平出任阳江市科技工业和信息化局、市科协党组书记兼市科技工业和信息化局局长。2014年1月，陈平出任阳江市科技工业和信息化局、市科协党组书记，市科技工业和信息化局局长，珠海对口帮扶阳江指挥部办公室副主任。2014年7月，陈平出任阳江市经济和信息化局党组书记、局长兼珠海对口帮扶阳江指挥部办公室副主任。2016年4月，陈平升任中国共产党阳春市委员会书记。2019年1月，陈平兼任中国人民政治协商会议阳江市委员会副主席。2020年12月，陈平卸任中国共产党阳春市委员会书记。

### 落马
2021年8月25日，陈平因严重违纪违法接受广东省纪委监委纪律审查和监察调查。
2020年12月，阳江市人民政府党组成员、副市长梁进海因严重违纪违法接受调查。2021年2月，阳江市人民政府原副市长李孟志被双开。2021年6月，阳春市人民政府副市长何梅接受调查。